# Museu Municipal de Xèrica
El Museu Municipal de Xèrica, està situat als baixos de l'edifici de l'Ajuntament d'aquesta localitat de la comarca de l'Alt Palància, al carrer Germans Vayo nº21.

## Història
L'origen d'aquest museu es troba per una banda en l'existència d'un considerable patrimoni, tant moble com immoble, a la localitat de Xèrica, i per un altre del desig d'un nombre reduït de persones, de recopilar, unir, catalogar i exhibir, tot el conjunt d'objectes arqueològics i etnològics que s'anaven trobant en les intervencions que en el terme municipal s'anaven realitzant. Així, l'any 1946, el doctor en Ciències Històriques, Salvador Llopis va lliurar a l'Ajuntament de Xèrica la col·lecció de tots els objectes que havia anat recollint des de després de la  guerra del 36 fins aquest moment, perquè servissin de fons del Museu Municipal de Xèrica, que seria promptament inaugurat.
Amb un projecte ambiciós des del principi, es van anar recollint mitjançant donacions dels objectes que eren propietat dels veïns de la localitat (i fins i tot comprant peces en antiquaris de la Capital), un variat conjunt d'elements que avui dia conformen els fons del museu.

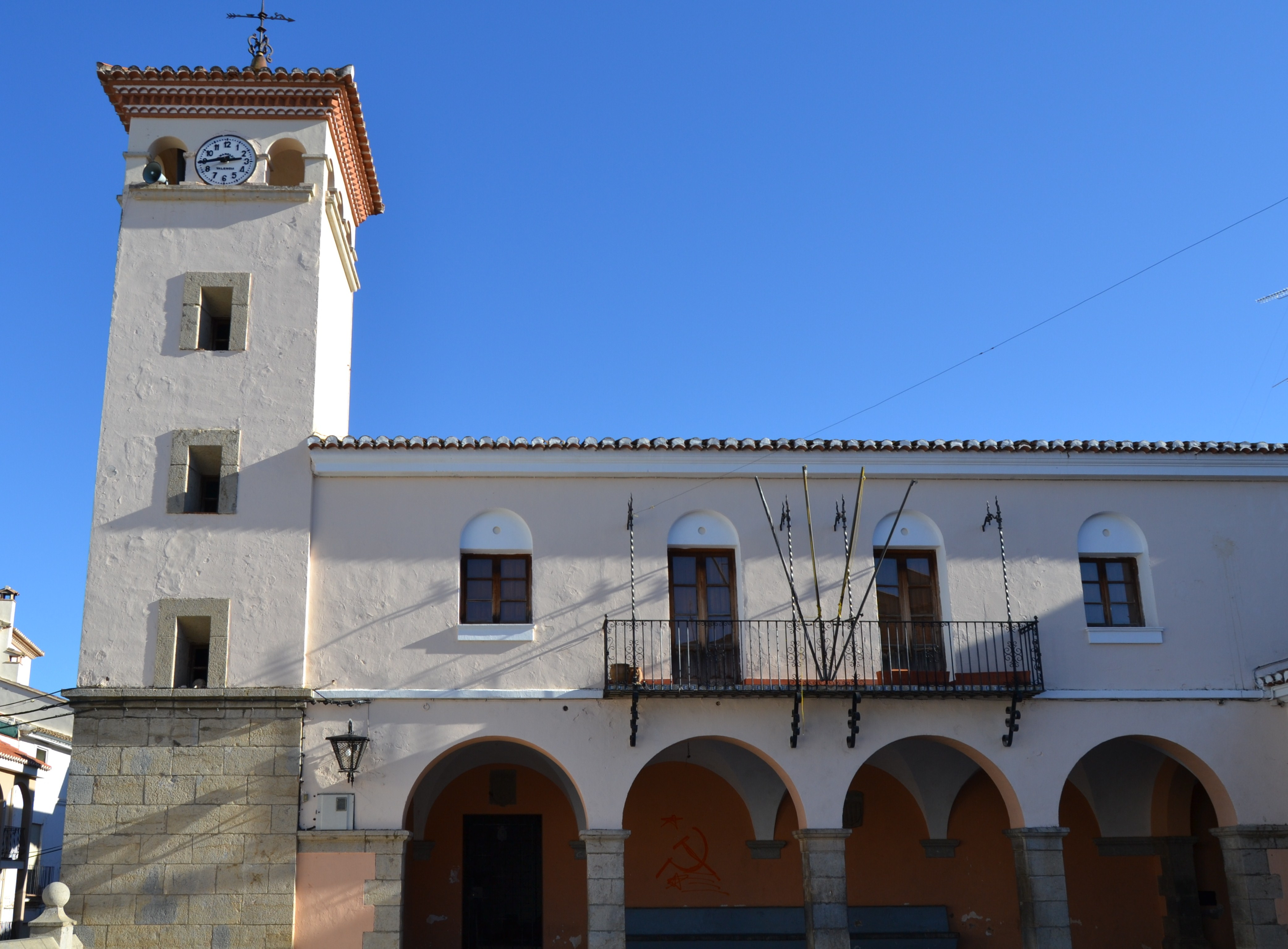
Ajuntament de Xèrica
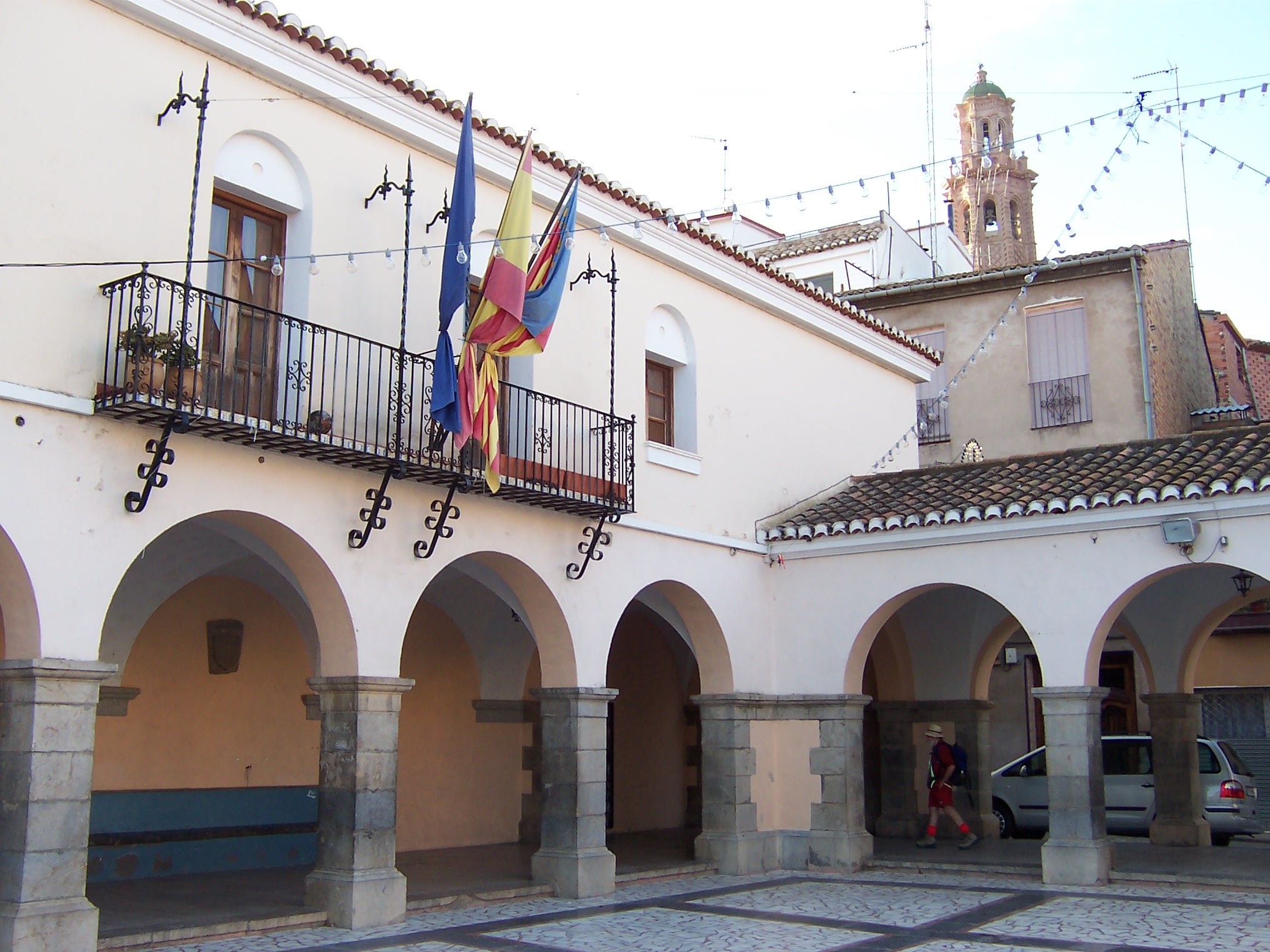
Ajuntament de Xèrica
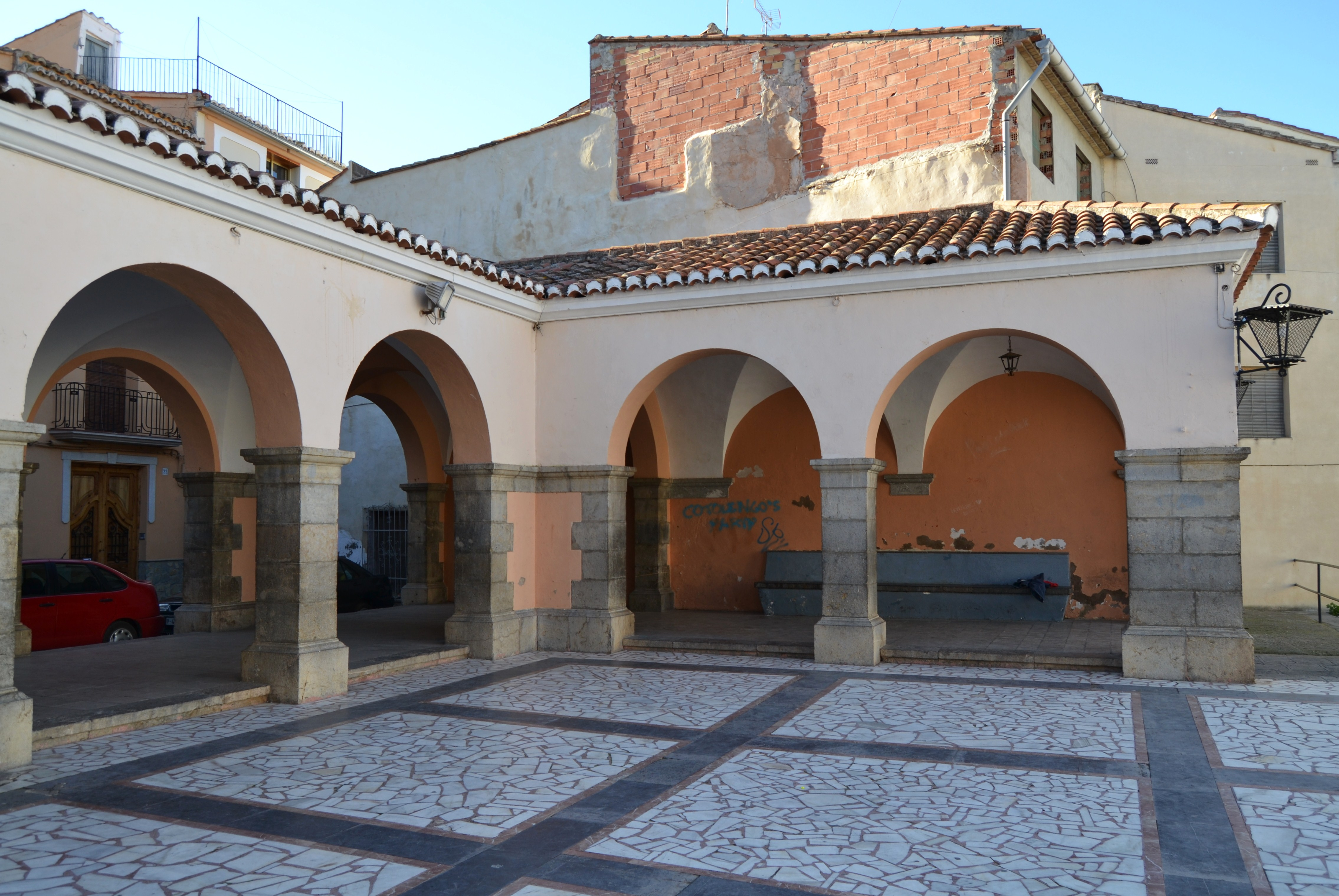
Porxo de l'Ajuntament de Xèrica.
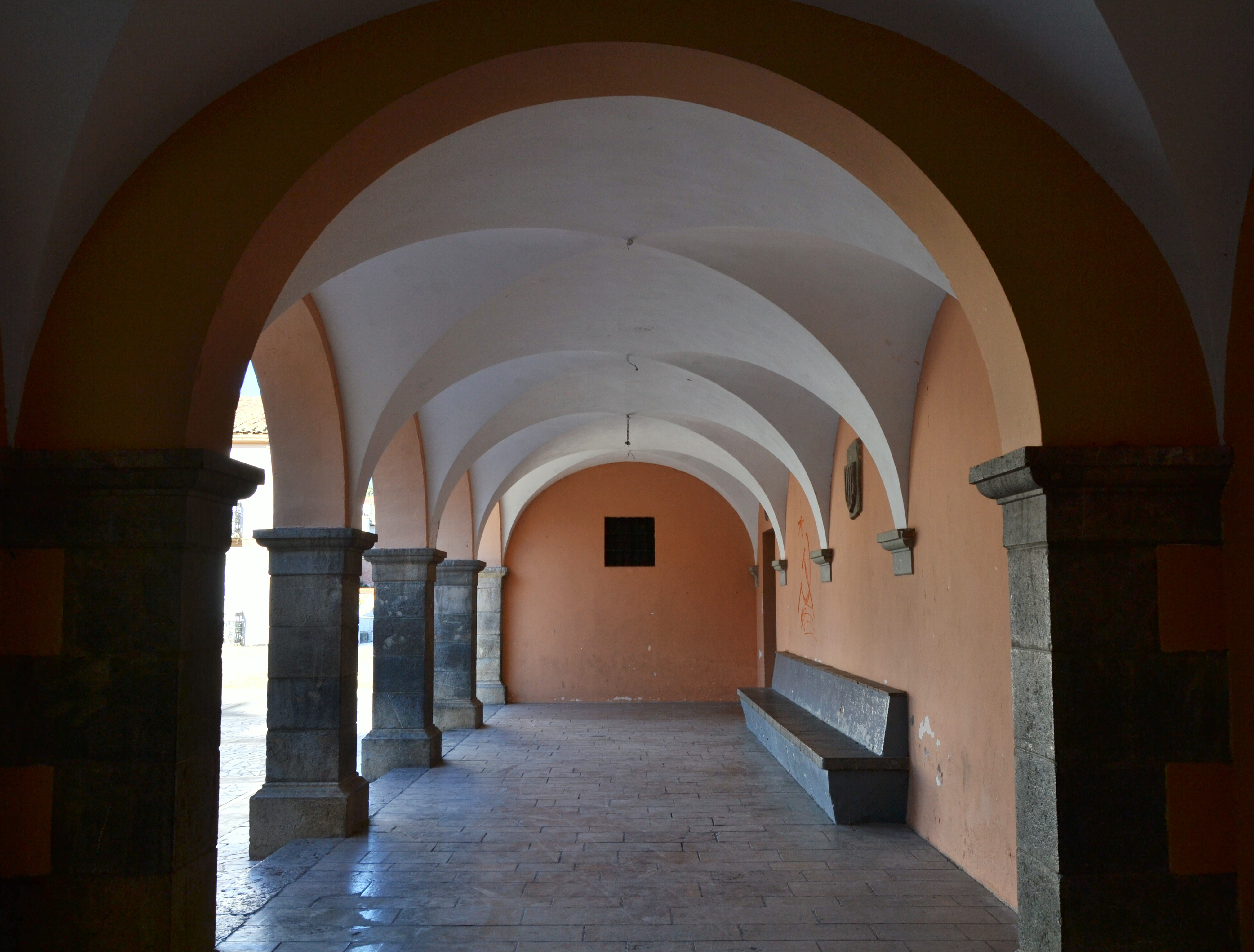
Porxos de l'Ajuntament de Xèrica.
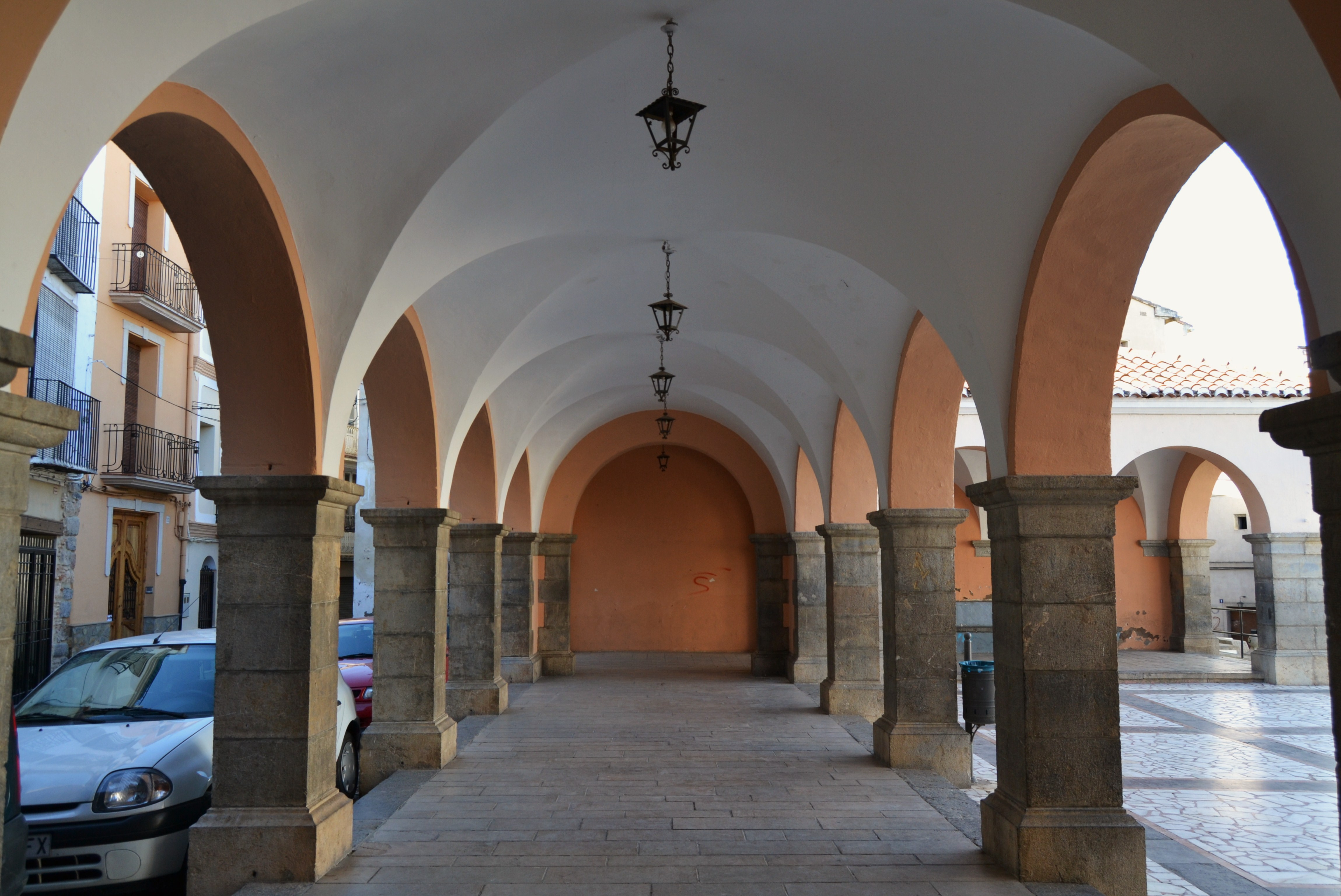
Porxada de l'Ajuntament de Xèrica.

Va ser declarat Monument Històric-Artístic Nacional l'any 1962, reconegut com a col·lecció museogràfica permanent el 22 de febrer de 1996 i Bé d'Interès Cultural el 2004 Els continguts abasten des del Neolític fins a l'època actual, no hi ha cap període que no estigui representat.

## Continguts

### Col·lecció epigràfica
On predominen làpides funeràries. en presentar aquestes làpides una gran similitud tant en els materials emprats com en la forma de la seva fabricació, el tipus de font utilitzat per a les seves inscripcions, la decoració, etc fa, pensar que es tractaria d'obres realitzades en un mateix taller o per un mateix equip d'artesans de la zona. Les làpides es van trobar disperses pel terme municipal, en diverses partides dels voltants de Xèrica, com són: Navarza, la Cruceta, El Partidor, Cuaranta. Algunes d'elles estaven col·locades antigament a les façanes de les cases i després van ser traslladades al museu per a la seva exposició. La cronologia de totes elles s'engloba entre els segles I i II, el suport en què estan realitzades és en pedra calcària grisa local i com ja hem indicat abans, presentaven trets comuns (tipus de pedra, forma, motllures, representació arquitectònica en forma d'edicle i alguns aspectes  paleogràfics).

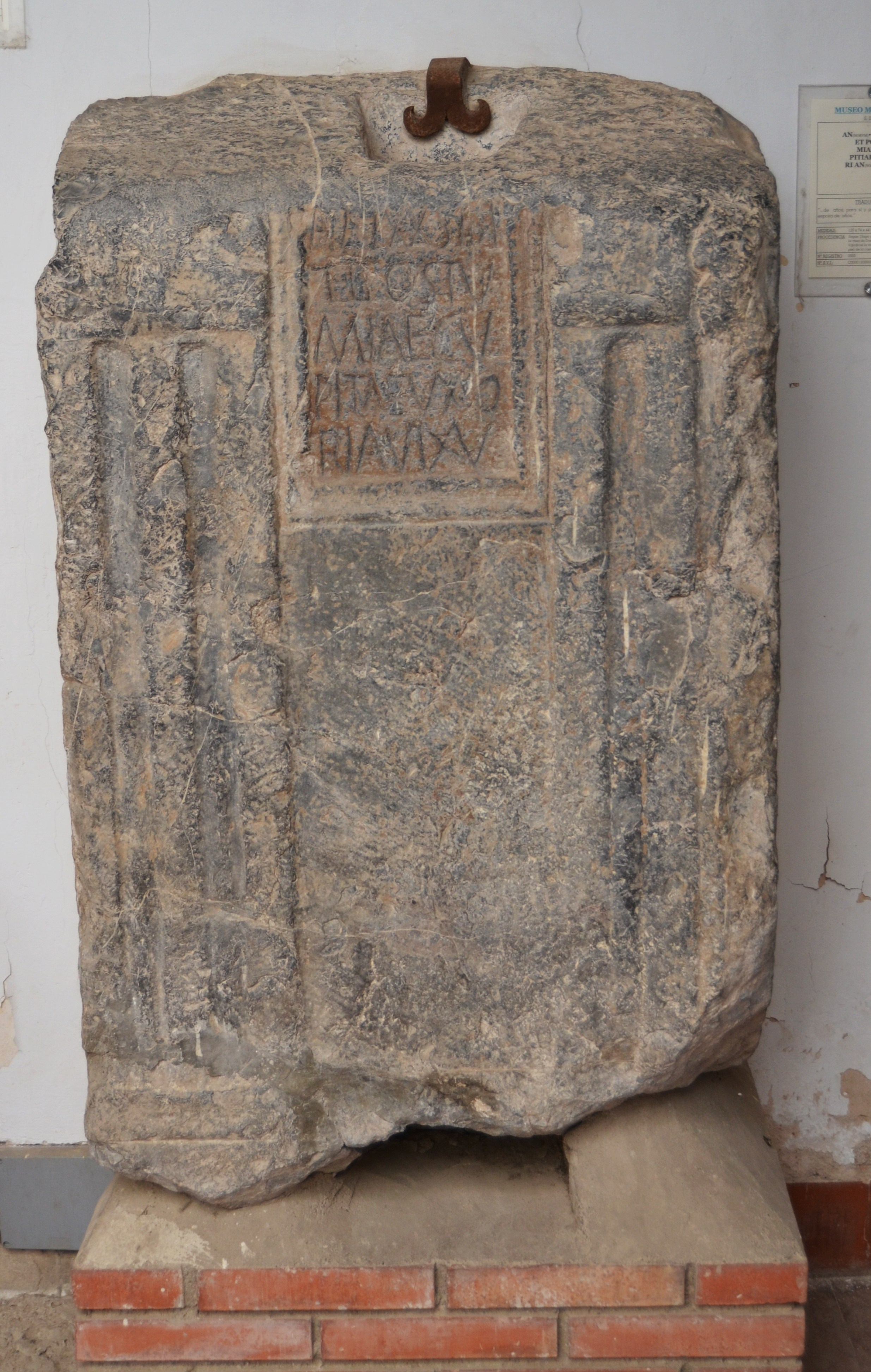
Inscripció romana del segle ii.
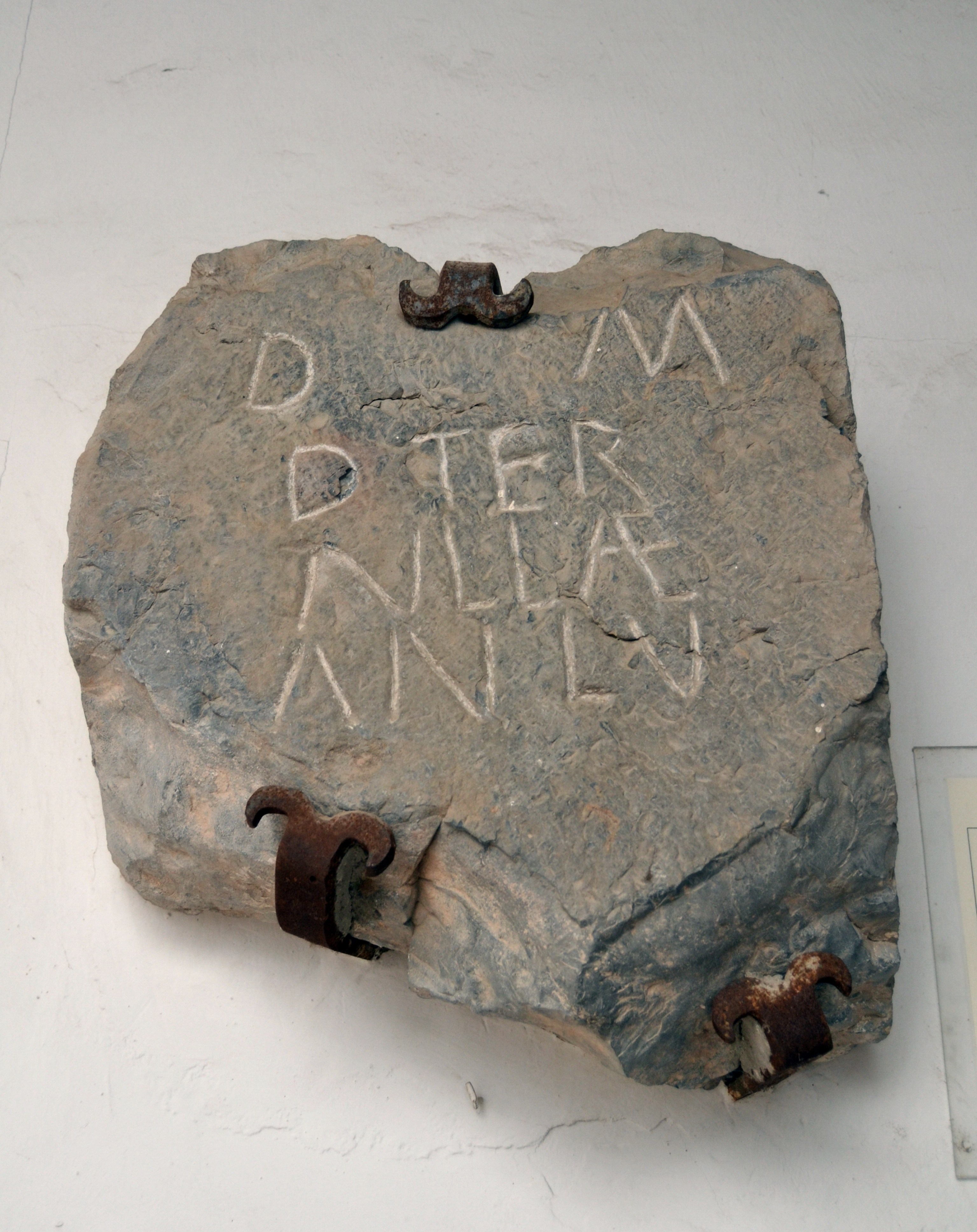
Inscripció romana del segle ii.
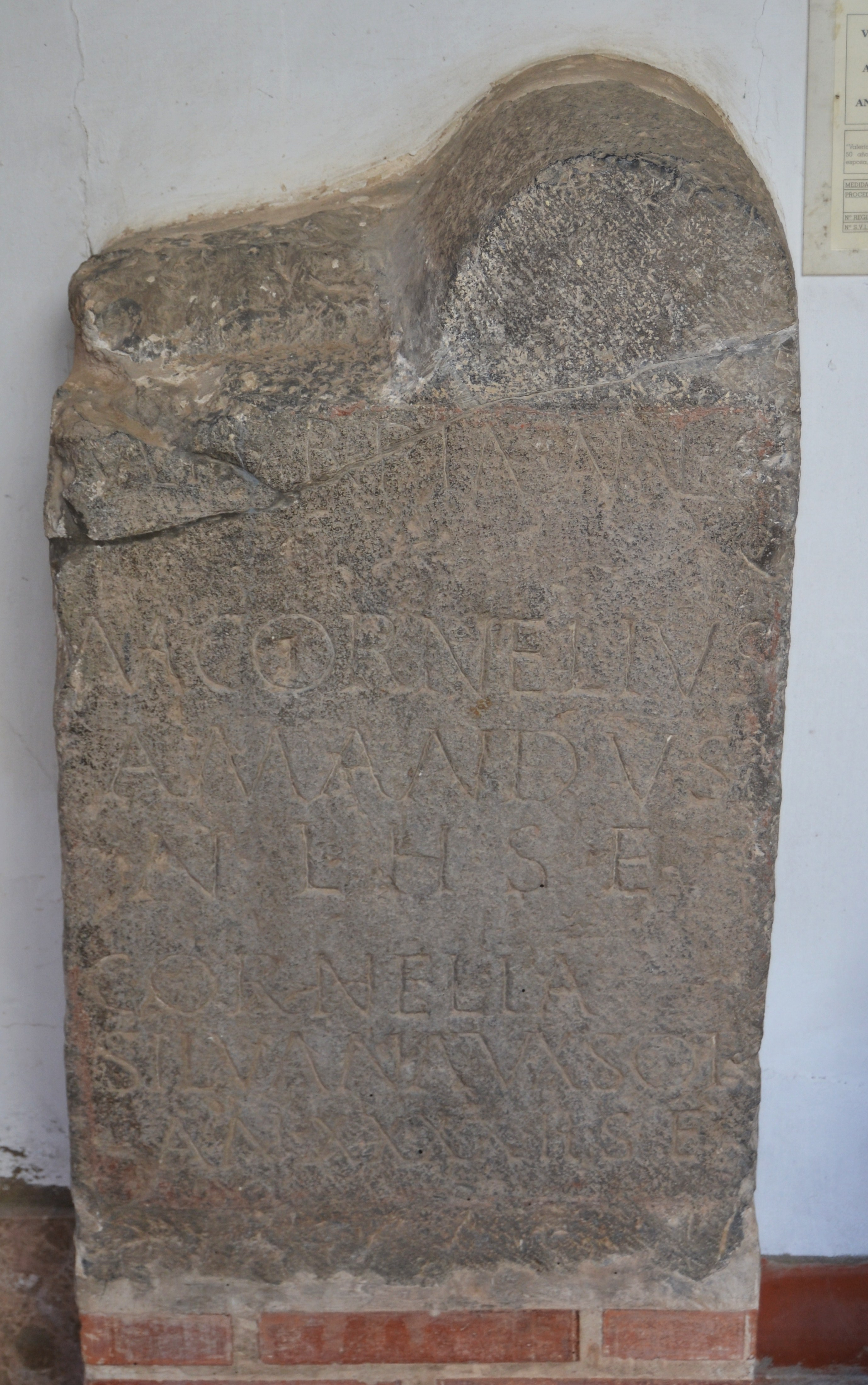
Làpida romana, segle I dC.

D'entre totes aquestes làpides es podria destacar la Quinta Proba, que a més de les característiques general que hem comentat anteriorment, presenta, a més, un  epígraf considerat com a únic dins del seu gènere. Es tracta d'una làpida commemorativa en la qual s'esmenta (per primera i única vegada en totes les restes trobades a Hispània) el cost d'un arc (40.000 sestercis), podríem traduir el text per: 
| « | QUINTIA PROBA PER SI I PER PORCIO RUFO I PORCIO RUFINO, HA AIXECAT L'ARC I HA SUPERPOSAT LES ESTÀTUES, PER VALOR DE 40.000 SESTERCIS. HO HA FET ERIGIR (?) PER TESTAMENT. | » |

. Es creu que aquesta inscripció havia d'estar situada a l'entaulament d'un arc a l'altura del fris. Hi queda a més constància de l'existència d'una família prou adinerada com per permetre el dispendi de la construcció d'un element arquitectònic com aquest. L'any 1999 el Museu de Prehistòria de València va sol·licitar el préstec de l'obra per a l'exposició temporal titulada «Els Diners van i venen», però no va poder portar-se a la ciutat com que es troba obrada a la paret, per la qual cosa es va procedir a realitzar una còpia, per part d'un restaurador, per mostrar-la en l'esmentada exposició.
Una de les últimes adquisicions és un fragment de làpida funerària d'època romana donada per la família Perelló Alfaro que es trobava en un camp de la seva propietat. En aquesta es pot llegir S EST, dins d'un camp epigràfic tancat amb una doble motllura, la parcialitat de la mateixa dificulta la lectura, es tracta d'un epígraf funerari per la fórmula que es conserva (HIC SITUS EST), la traducció diu «aquí està enterrat », o« Aquí jeu ».

### Retaule de Sant Jordi
Una altra de les peces importants del museu és el Retaule de Sant Jordi, pertany a l'estil denominat gòtic internacional, l'obra és anònima, encara que per les seves característiques s'atribueix al cercle de pintors d'Andreu Marçal de Sax. Es trobava a l'església de Sant Jordi, actualment coneguda com de la Sang de Crist. El retaule representa diferents escenes de la vida i martiri del sant. Es disposen en tres carrers, dos laterals i una central on es representa la Lluita de Sant Jordi amb el drac. Una escena de la Batalla del Puig corona el carrer central. El retaule té un gran valor, tant pictòric com simbòlic, la llegenda s'explica amb diversos passatges que tanquen el simbolisme del bé i del mal, del religiós i del profà.

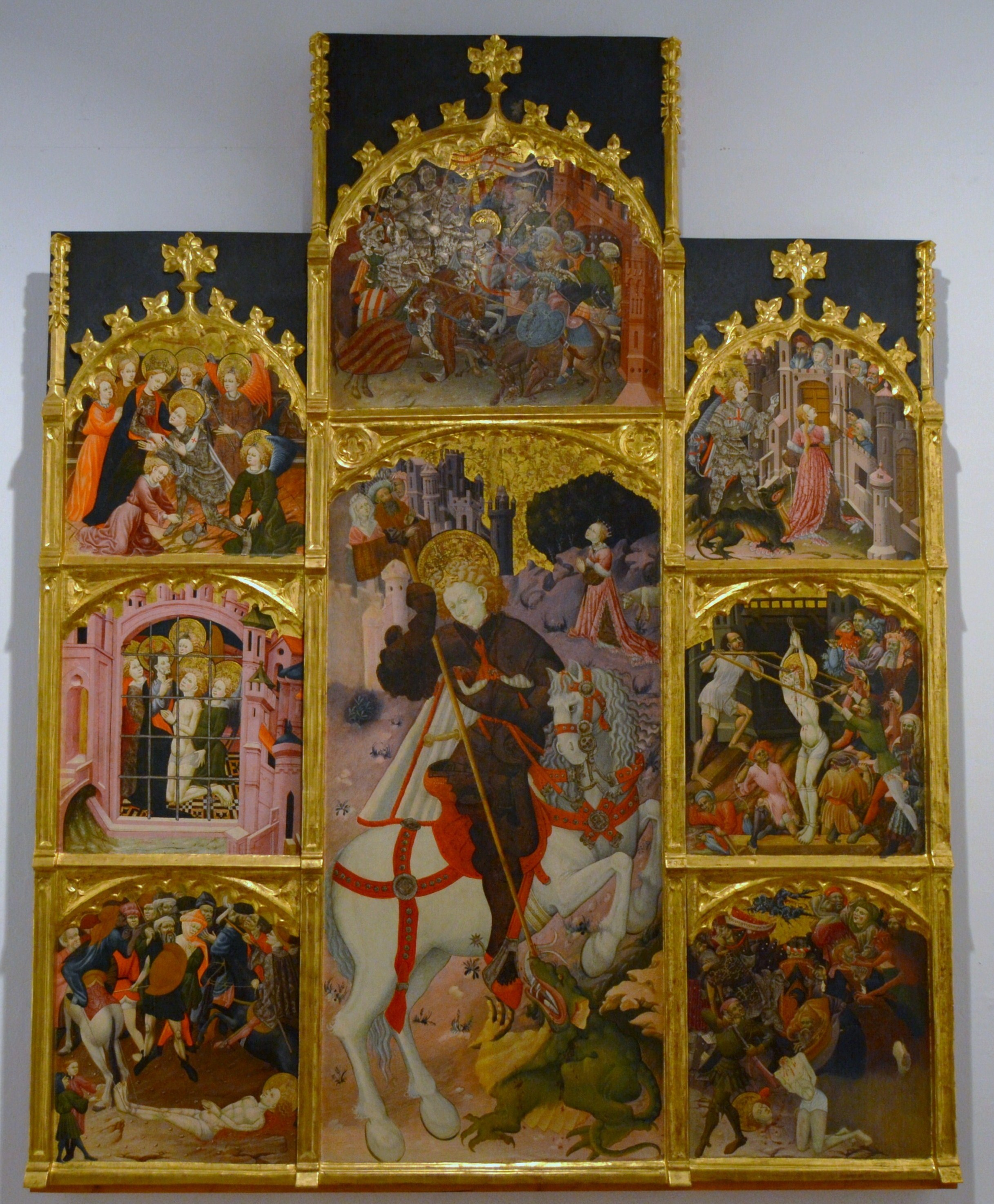
Retaule de sant Jordi de Xèrica.
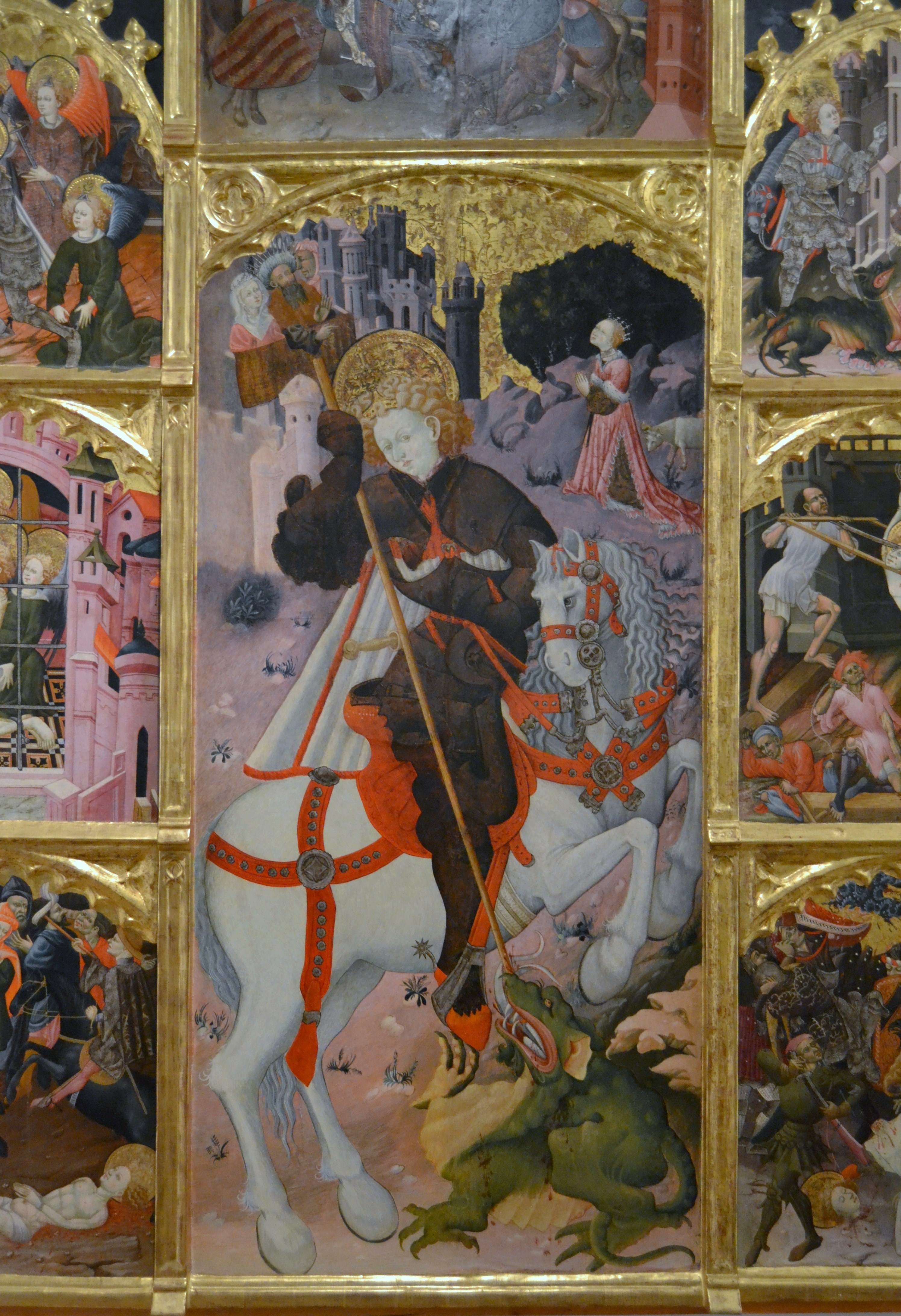
Part central del retaule de sant Jordi.

Romania en un estat deteriorat després d'unes petites reparacions desafortunades que es van realitzar anys enrere. L'equip de restauració del Museu de Belles Arts Sant Pius V de València ha tornat a l'obra l'esplendor i colorit gairebé com acabada de sortir de les mans del pintor

### Ceràmica
Una sala està dedicada a l'enrajolat i ceràmica.Es tracta d'una col·lecció modesta de peces de taulelleria des del segle xiv al xix. Es troben emmarcats en panells o individualment els taulells valencians en blau cobalt, les rajoles renaixentistes d'origen sevillà i Toledà, els barrocs florejats, la iconografia religiosa i els del segle xix. Aquestes peces van ser adquirides pel museu mitjançant donacions de particulars i també comprades per Vicente Maiques.
A la mateixa sala hi ha les vitrines que alberguen una mostra de recipients ceràmics de València i Terol. A la vitrina principal s'exposen peces pròpies de la vaixella de taula, tals com: escudelles, bols i plats de ceràmica de Paterna i Manises decorades en blau cobalt dels segles xiv i xv. Els motius són variats i consisteixen en els propis de pisa blava de les sèries geomètrica, figurativa, estilitzada i epigràfica.Van ser restaurades per Florencio Ramón Ruiz (escultor restaurador de Burjassot) en els anys 1963-1964.
Hi ha recipients variats de ceràmica Terol decorada en verd i manganès. La cronologia d'aquestes peces abasta des del segle xiii al xix i les formes són recipients de vaixella de taula (plat, gerra, escudella) i d'ús domèstic (morters). Les decoracions són vegetals i esquemàtiques, destaca la pinya persa, i les fulles de falguera.
La ceràmica de reflexos metàl·lics o pisa daurada s'exposa també en aquesta sala i hi ha una mostra dels segles xv, xvi i xvii, és una ceràmica valuosa a causa de la dificultat que implica el seu procés decoratiu passant diverses vegades pel forn. Destaquen dues escudelles anomenades de «la monja» motiu decoratiu és un àngel amb faldilla i ales explayadas a l'anvers, tenen una cronologia de mitjans del segle xv, i una escudella amb nanses i orelletes amb el fons puntejat de finals del segle xvi i del xvii, totes van ser restaurades el 1964 per Florencio Ramón.
Els motius vegetals i florals són els que predominen en els anversos de les escudelles: les fulles de falguera, fulles de card, fulles estilitzades, roses de quatre pètals o gòtiques, flors de card en capoll, fulles ratllades. A vegades juntament amb aquests o per separat hi ha motius geomètrics, retícules, bandes, filets, ràdios, punts, orles esquemàtiques, cadenetes, etc

### Altres fons del museu-
També pot contemplar-se en ell: el Pendó de la Reconquista (segle xiii) i el Sepulcre Roque Ceverio i de la seva esposa Isabel de Valero (segle xvi), realitzat en marbre d'alabastre.

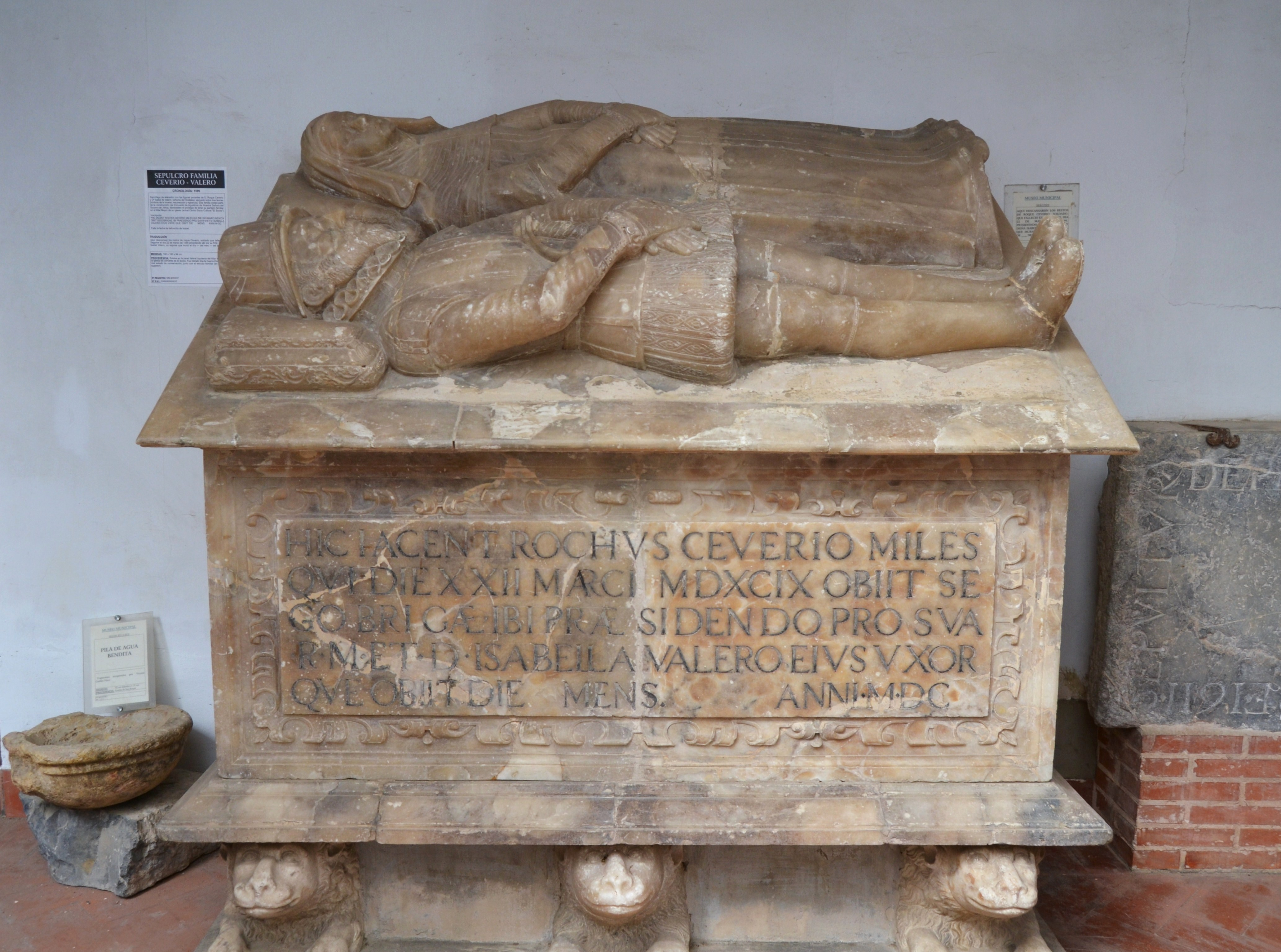
Sepulcre de la família Ceverio Valero.
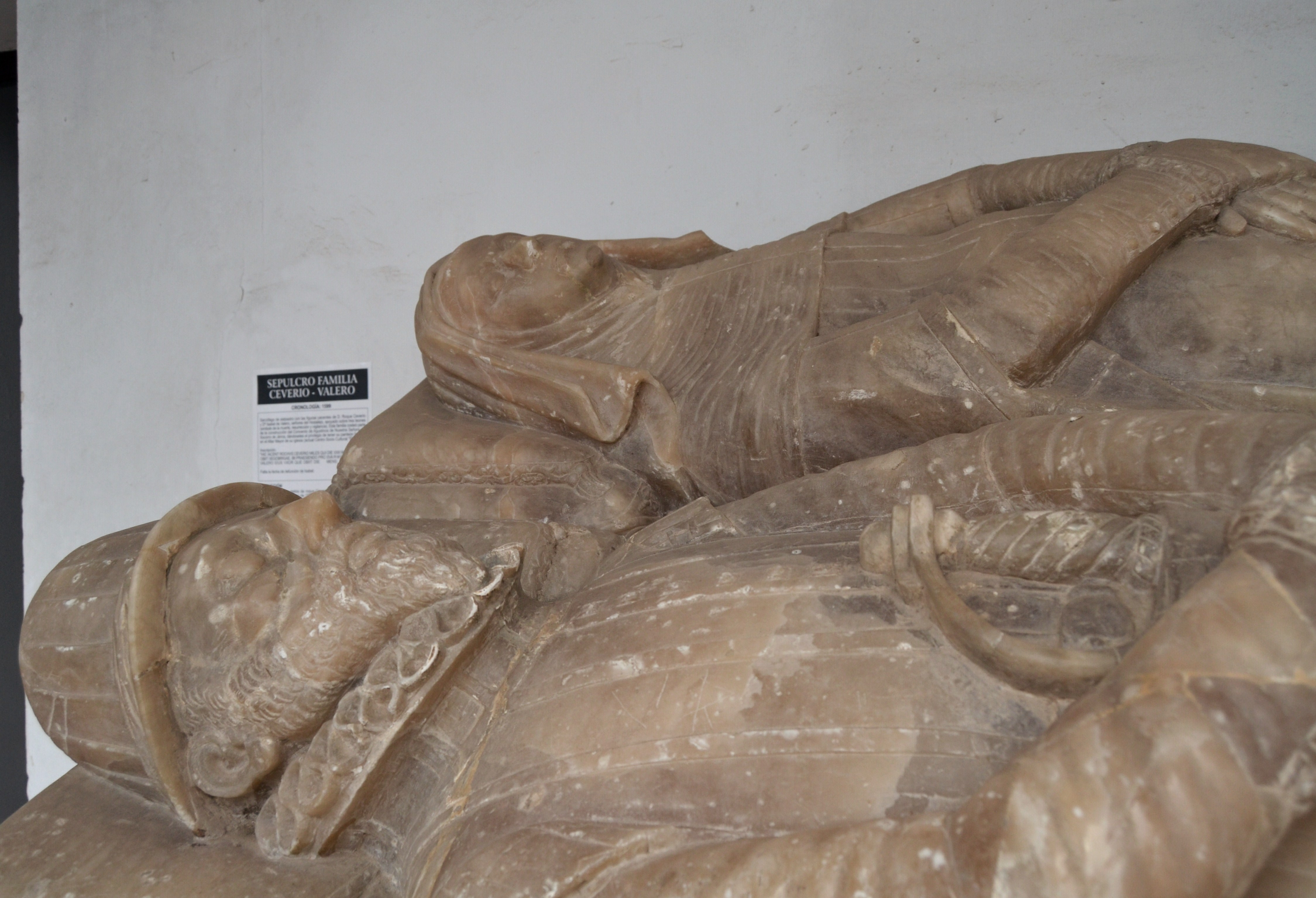
Detall del sepulcre de la família Ceverio Valero.
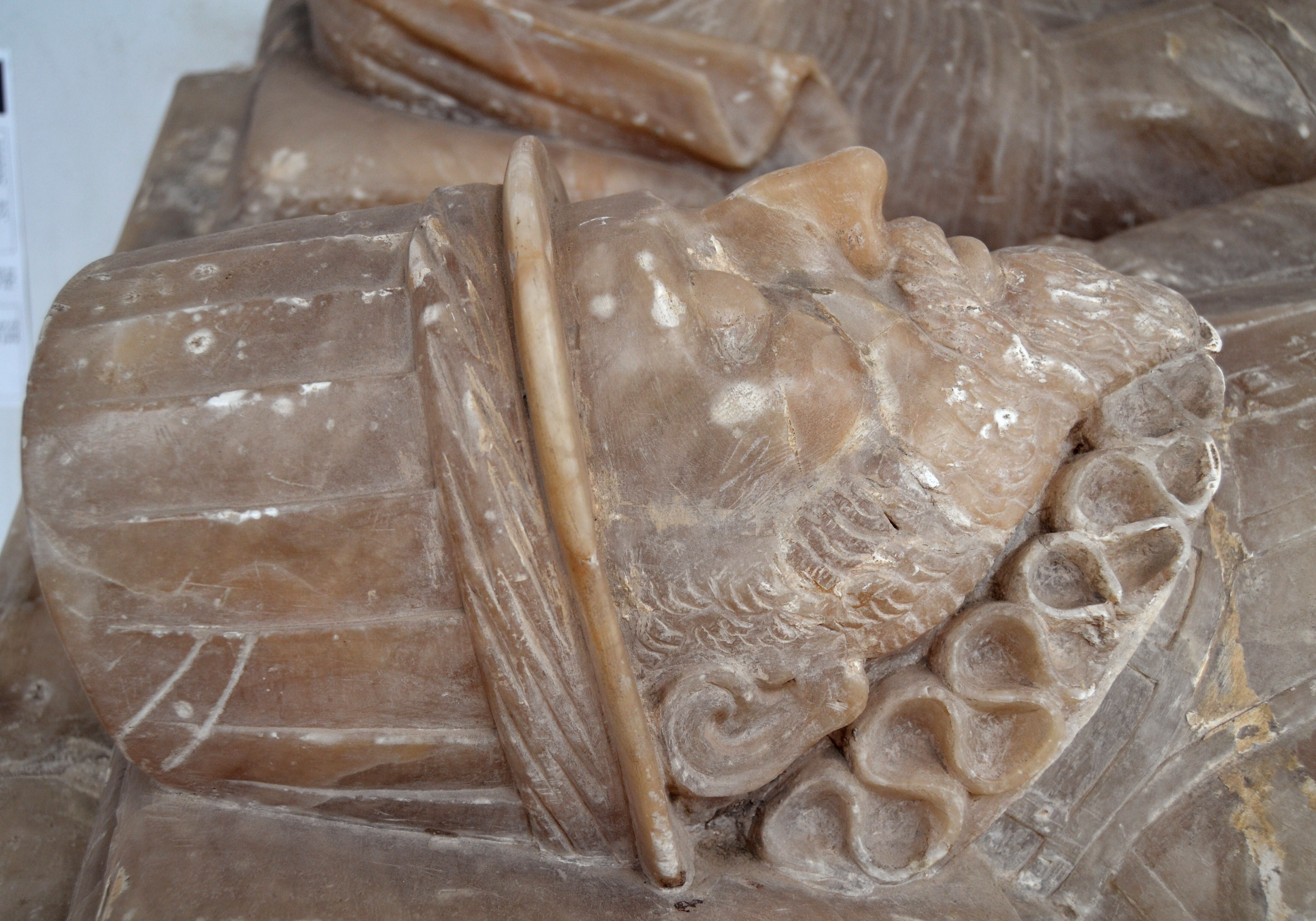
Cap de Roque Ceverio.